# Neoglyphioceras
Neoglyphioceras – rodzaj głowonogów z wymarłej podgromady amonitów, z rzędu Goniatitida.
Żył w okresie karbonu (wizen - serpuchow).